# Johann Friedrich Christ
Pour les articles homonymes, voir Christ.
Johann Friedrich Christ (Cobourg, 26 avril 1701-Leipzig, 3 septembre 1756) est un antiquaire allemand, considéré comme le fondateur des leçons universitaires d'archéologie en Saint-Empire.

## Biographie
Il étudie la philosophie et le droit à l'Université d'Iéna (1720). En 1726, alors qu'il n'est pas encore diplômé de son doctorat, il reçoit l'autorisation de donner des conférences à l'Université de Halle. Il devient ensuite professeur à l'Université de Leipzig (1728) dont il sera recteur de 1744 à sa mort d'une maladie pulmonaire en 1756.

## Œuvres
On lui doit en outre de commentaires sur Tacite et de dissertations sur Phèdre :
- Esquisse de l'histoire de la peinture moderne, 1724
- Commentatio de consensu artium, 1726
- Noctes academicoe, 1727-1729
- Origines Longobardicoe, 1728
- De Machiavello lib. III, 1731
- Sur les vases murrhins des anciens, 1743
- Dictionnaire des monogrammes, 1747